# Championnat du Brésil de Formule 3 2017
Navigation
2016
Le Championnat du Brésil de Formule 3 2017 est la onzième saison de ce championnat.

## Repères de débuts de saison
Distribution des points
| Position | 1er | 2e | 3e | 4e | 5e | 6e | 7e | 8e |
| -------- | --- | -- | -- | -- | -- | -- | -- | -- |
| Points   | 15  | 12 | 9  | 7  | 5  | 3  | 2  | 1  |

## Écuries et pilotes
| Écurie             | No. | Pilote             | Cat.    | Voiture      | Manches |
| ------------------ | --- | ------------------ | ------- | ------------ | ------- |
| Full Time          | 5   | Vitor Baptista     |         | Dallara F309 | 1       |
| Full Time          | 67  | Rafael Barranco    | Academy | Dallara F301 | 1       |
| Cesário F3         | 7   | Murilo Coletta     |         | Dallara F309 | 1–4, 8  |
| Cesário F3         | 12  | Christian Hahn     |         | Dallara F309 | 2, 5    |
| Cesário F3         | 28  | Nicolas Filter     | Academy | Dallara F301 | 3       |
| Cesário F3         | 28  | Arthur Leist       | Academy | Dallara F301 | 5       |
| Cesário F3         | 28  | Pedro Saderi       | Academy | Dallara F301 | 5       |
| Cesário F3         | 28  | Rafael Grandi      |         | Dallara F309 | 6       |
| Cesário F3         | 28  | Raphael Abbate     |         | Dallara F309 | 8       |
| Cesário F3         | 45  | Sérgio Henrique    | Academy | Dallara F301 | 1       |
| Cesário F3         | 77  | Guilherme Samaia   |         | Dallara F309 | All     |
| Cesário F3         | 177 | Marcel Coletta     | Academy | Dallara F301 | 1–4     |
| Prop Car Racing    | 12  | Hernán Palazzo     |         | Dallara F309 | 5       |
| Prop Car Racing    | 17  | Emilio Padron      |         | Dallara F309 | 5, 7–8  |
| Prop Car Racing    | 34  | Matheus Santa’anna | Academy | Dallara F301 | 3       |
| Prop Car Racing    | 54  | Igor Fraga         | Academy | Dallara F301 | All     |
| Prop Car Racing    | 55  | Leonardo Barbosa   | Academy | Dallara F301 | All     |
| Engmakers Racing   | 12  | Giuliano Raucci    |         | Dallara F309 | 1       |
| Engmakers Racing   | 119 | Pedro Goulart      | Academy | Dallara F301 | 1       |
| Hitech Racing      | 28  | Diego Ramos        | Academy | Dallara F301 | 2       |
| Hitech Racing      | 52  | Pedro Caland       |         | Dallara F309 | 1       |
| Hitech Racing      | 73  | Enzo Elias         | Academy | Dallara F301 | All     |
| Fortunato Racing   | 41  | Arthur Fortunato   |         | Dallara F309 | 2–4     |
| Fortunato Racing   | 67  | Alberto Cesár      | Academy | Dallara F301 | 2       |
| Dragão Motorsports | 48  | Renan Pietrowski   |         | Dallara F301 | 4       |
| Dragão Motorsports | 48  | Lucas Okada        |         | Dallara F301 | 8       |
| Kemba Racing       | 62  | Airton Santos      |         | Dallara F309 | 2–4     |
| Kemba Racing       | 91  | Leonardo de Souza  |         | Dallara F309 | 1, 5–8  |
| RDC Motorsport     | 112 | Giuliano Raucci    | Academy | Dallara F309 | 2–7     |
| RDC Motorsport     | 119 | Pedro Goulart      | Academy | Dallara F301 | 2–8     |

## Résultat
| Race | Circuit                                         | Date         | Pole Position    | Fastest lap      | Winning driver   | Winning team   | Academy winner   |
| ---- | ----------------------------------------------- | ------------ | ---------------- | ---------------- | ---------------- | -------------- | ---------------- |
| 1    | Autódromo Internacional de Curitiba             | 18 mars      | Vitor Baptista   | Guilherme Samaia | Guilherme Samaia | Cesário F3     | Marcel Coletta   |
| 2    | Autódromo Internacional de Curitiba             | 18 mars      |                  | Murilo Coletta   | Murilo Coletta   | Cesário F3     | Marcel Coletta   |
| 3    | Autódromo José Carlos Pace                      | 6 mai        | Guilherme Samaia | Guilherme Samaia | Guilherme Samaia | Cesário F3     | Igor Fraga       |
| 4    | Autódromo José Carlos Pace                      | 6 mai        |                  | Christian Hahn   | Guilherme Samaia | Cesário F3     | Enzo Elias       |
| 5    | Autódromo Velo Città                            | 3 juin       | Guilherme Samaia | Guilherme Samaia | Guilherme Samaia | Cesário F3     | Marcel Coletta   |
| 6    | Autódromo Velo Città                            | 3 juin       |                  | Guilherme Samaia | Guilherme Samaia | Cesário F3     | Igor Fraga       |
| 7    | Autódromo José Carlos Pace                      | 1er juillet  | Guilherme Samaia | Guilherme Samaia | Guilherme Samaia | Cesário F3     | Igor Fraga       |
| 8    | Autódromo José Carlos Pace                      | 1er juillet  |                  | Guilherme Samaia | Guilherme Samaia | Cesário F3     | Igor Fraga       |
| 9    | Autódromo Internacional de Santa Cruz do Sul    | 19 août      | Guilherme Samaia | Guilherme Samaia | Giuliano Raucci  | RDC Motorsport | Igor Fraga       |
| 10   | Autódromo Internacional de Santa Cruz do Sul    | 19 août      |                  | Christian Hahn   | Guilherme Samaia | Cesário F3     | Igor Fraga       |
| 11   | Autódromo Internacional Ayrton Senna (Londrina) | 16 septembre | Guilherme Samaia | Giuliano Raucci  | Guilherme Samaia | Cesário F3     | Enzo Elias       |
| 12   | Autódromo Internacional Ayrton Senna (Londrina) | 16 septembre |                  | Guilherme Samaia | Giuliano Raucci  | RDC Motorsport | Igor Fraga       |
| 13   | Autódromo Internacional Ayrton Senna (Goiânia)  | 19 novembre  | Guilherme Samaia | Guilherme Samaia | Guilherme Samaia | Cesário F3     | Igor Fraga       |
| 14   | Autódromo Internacional Ayrton Senna (Goiânia)  | 19 novembre  |                  | Guilherme Samaia | Guilherme Samaia | Cesário F3     | Igor Fraga       |
| 15   | Autódromo José Carlos Pace                      | 9 décembre   | Guilherme Samaia | Guilherme Samaia | Guilherme Samaia | Cesário F3     | Igor Fraga       |
| 16   | Autódromo José Carlos Pace                      | 9 décembre   |                  | Guilherme Samaia | Guilherme Samaia | Cesário F3     | Leonardo Barbosa |

## Classement saison 2017
| Pos.           | Pilote             | CUR      | CUR      | INT      | INT      | VEC      | VEC      | INT      | INT      | SCS      | SCS      | LON      | LON      | GOI      | GOI      | INT      | INT      | Points   |
| Classe A       | Classe A           | Classe A | Classe A | Classe A | Classe A | Classe A | Classe A | Classe A | Classe A | Classe A | Classe A | Classe A | Classe A | Classe A | Classe A | Classe A | Classe A | Classe A |
| -------------- | ------------------ | -------- | -------- | -------- | -------- | -------- | -------- | -------- | -------- | -------- | -------- | -------- | -------- | -------- | -------- | -------- | -------- | -------- |
| 1              | Guilherme Samaia   | 1        | 5        | 1        | 1        | 1        | 1        | 1        | 1        | 8        | 1        | 1        | 2        | 1        | 1        | 1        | 1        | 219      |
| 2              | Giuliano Raucci    | Abd.     | Abd.     | 2        | 2        | 2        | 3        | 2        | 4        | 1        | 2        | Abd.     | 1        | 2        | 2        |          |          | 132      |
| 3              | Leonardo de Souza  | 4        | 4        |          |          |          |          |          |          | 4        | Abd.     | 2        | 4        | 4        | 4        | 3        | 2        | 86       |
| 4              | Murilo Colleta     | 3        | 1        | 4        | 4        | 4        | Abd.     | 3        | 2        |          |          |          |          |          |          | 7        | Abd.     | 66       |
| 5=             | Arthur Fortunato   |          |          | 3        | Abd.     | 3        | 2        | 5        | Abd.     |          |          |          |          |          |          |          |          | 37       |
| 5=             | Emilio Padron      |          |          |          |          |          |          |          |          | Abd.     | 5        |          |          | 6        | 5        | 5        | 3        | 37       |
| 7              | Pedro Caland       | 2        | 2        |          |          |          |          |          |          |          |          |          |          |          |          |          |          | 24       |
| 8              | Hernán Palazzo     |          |          |          |          |          |          |          |          | 2        | 3        |          |          |          |          |          |          | 21       |
| 9              | Airton Santos      |          |          | Abd.     | Abd.     | 10       | 9        | 8        | Abd.     |          |          |          |          |          |          |          |          | 17       |
| 10             | Christian Hahn     |          |          | Abd.     | 3        |          |          |          |          | Abd.     | 8        |          |          |          |          |          |          | 14       |
| 11=            | Vitor Baptista     | Abd.     | 3        |          |          |          |          |          |          |          |          |          |          |          |          |          |          | 9        |
| 11=            | Raphael Abbate     |          |          |          |          |          |          |          |          |          |          |          |          |          |          | 4        | Abd.     | 9        |
| 11=            | Rafael Grandi      |          |          |          |          |          |          |          |          |          |          | 4        | Abd.     |          |          |          |          | 9        |
| Classe Academy |                    |          |          |          |          |          |          |          |          |          |          |          |          |          |          |          |          |          |
| 1              | Igor Fraga         | Abd.     | 7        | 5        | Abd.     | 6        | 4        | 4        | 3        | 3        | 4        | 7        | 3        | 3        | 3        | 2        | 6        | 190      |
| 2              | Leonardo Barbosa   | 8        | 10       | Abd.     | 6        | 9        | 8        | 9        | 7        | 5        | 7        | 6        | 5        | 7        | 6        | 6        | 4        | 136      |
| 3              | Enzo Elias         | 6        | Abd.     | 7        | 5        | 7        | 6        | Abd.     | 6        | 6        | 6        | 3        | 7        | 5        | Abd.     | Abd.     | 5        | 132      |
| 4=             | Marcel Colleta     | 5        | 5        | 6        | Abd.     | 5        | 5        | 6        | 5        |          |          |          |          |          |          |          |          | 93       |
| 4=             | Pedro Goulart      | 7        | 9        | Abd.     | Dsq.     | 7        | 6        | 7        | 8        | 7        | 9        | 5        | 6        | Abd.     | 7        | Abd.     | 7        | 93       |
| 6              | Lucas Okada        |          |          |          |          |          |          |          |          |          |          |          |          |          |          | 8        | 8        | 14       |
| 7              | Rafael Barranco    | Abd.     | 8        |          |          |          |          |          |          |          |          |          |          |          |          |          |          | 9        |
| 8              | Renan Pietrowski   |          |          |          |          |          |          | 10       | Abd.     |          |          |          |          |          |          |          |          | 5        |
|                | Sergio Henrique    | Abd.     | Abd.     |          |          |          |          |          |          |          |          |          |          |          |          |          |          | 0        |
|                | Matheus Santa’anna |          |          |          |          | Abd.     | Abd.     |          |          |          |          |          |          |          |          |          |          | 0        |
|                | Pedro Saderi       |          |          |          |          |          |          |          |          |          |          | Abd.     | Abd.     |          |          |          |          | 0        |
|                | Alberto César      |          |          | Np.      | Abd.     |          |          |          |          |          |          |          |          |          |          |          |          | 0        |
|                | Diego Ramos        |          |          | Np.      | Np.      |          |          |          |          |          |          |          |          |          |          |          |          | 0        |
|                | Nicolas Filter     |          |          |          |          | Np.      | Np.      |          |          |          |          |          |          |          |          |          |          | 0        |
|                | Arthur Leist       |          |          |          |          |          |          | Np.      | Np.      |          |          |          |          |          |          |          |          | 0        |
| Pos.           | Pilote             | CUR      | CUR      | INT      | INT      | VEC      | VEC      | INT      | INT      | SCS      | SCS      | LON      | LON      | GOI      | GOI      | INT      | INT      | Points   |

| Couleur  | Résultat                                                                                         |
| -------- | ------------------------------------------------------------------------------------------------ |
| Or       | Vainqueur                                                                                        |
| Argent   | 2e place                                                                                         |
| Bronze   | 3e place                                                                                         |
| Vert     | Classé dans les points                                                                           |
| Bleu     | Classé hors des points Non classé (Nc.)                                                          |
| Violet   | Abandon (Abd.)                                                                                   |
| Rouge    | Non qualifié (Nq.) Non pré-qualifié (Npq.)                                                       |
| Noir     | Disqualifié (Dsq.)                                                                               |
| Blanc    | Non partant (Np.) Forfait (Forf.) Suspendu (Susp.) Course annulée (A.)                           |
| Gras     | Pole position                                                                                    |
| Italique | Meilleur tour en course                                                                          |
| *        | Le pilote a abandonné mais est classé pour avoir parcouru plus de 90 % de la distance de course. |
| +        | Résultat en course Sprint (si arrivée dans les points).                                          |